# 尾花沢郵便局
尾花沢郵便局（おばなざわゆうびんきょく）は、山形県尾花沢市にある郵便局。民営化前の分類では集配特定郵便局であった。

## 概要
住所：〒999-4299 山形県尾花沢市横町1-5-23 

## 沿革
- 1872年8月4日（明治5年7月1日） - 尾花沢郵便受取所として開設[1]。
- 1875年（明治8年）1月1日 - 尾花沢郵便局（五等）となる。
- 1880年（明治13年） - 為替取扱を開始。
- 1881年（明治14年）5月 - 貯金取扱を開始。
- 1897年（明治30年）3月1日 - 尾花沢郵便電信局となる。
- 1903年（明治36年）4月1日 - 通信官署官制の施行に伴い尾花沢郵便局となる。
- 1921年（大正10年）7月26日 - 電話交換業務を開始[2]。
- 1962年（昭和37年）12月10日 - 宮沢郵便局から電話交換事務を移管[3]。
- 1967年（昭和42年）9月24日 - 電話交換および和文電報配達業務を、尾花沢電報電話局に移管。
- 2007年（平成19年）10月1日 - 民営化に伴い、併設された郵便事業東根支店尾花沢集配センターに一部業務を移管。
- 2012年（平成24年）10月1日 - 日本郵便株式会社発足に伴い、郵便事業東根支店尾花沢集配センターを尾花沢郵便局に統合。

## 取扱内容
- 郵便、印紙、ゆうパック、内容証明
- 貯金、為替、振替、振込、国際送金、国債
- 生命保険、バイク自賠責保険、がん保険、引受条件緩和型医療保険
- ゆうちょ銀行ATM
- 尾花沢市内の一部地域（〒981-42xx）の集配業務

## 周辺
- 尾花沢市立尾花沢小学校
- 尾花沢市立尾花沢中学校
- 尾花沢警察署
- 芭蕉清風歴史資料館
- 国道347号

## アクセス
- 尾花沢市営バス 尾花沢郵便局前停留所下車
- 駐車場あり：17台